# Одилон Поленис
Одилон Поленис (хол. Odilon Polleunis; рођен 1. мај 1943 — 20. септембар 2023) био је белгијски фудбалер, играо је за фудбалску репрезентацију Белгије. 
Већи део играчке каријере наступао за ФК Синт Тројден. С годинама постао је права клупска икона. Са 89 голова и даље је најбољи стрелац клуба у првој лиги Белгије.
Средином 1970-их, прешао је у РВД Моленбек, са којим је освојио титулу првака Белгије 1975. године.
Дебитовао је за репрезентацију Белгије у пријатељској утакмици 7. априла 1968. против Холандије (победа 2:1). Постигао је гол на свом дебију и први од својих седам голова у првих пет утакмица, укључујући хет-трик против Финске и два против Југославије у квалификацијама за Светско првенство 1970.
На Светском првенству у фудбалу 1970. ушао је као замена у победи Белгије против Салвадора и почео против Мексика у трећој утакмици заменивши Раула Ламбера. Био је учесник Европског првенства 1972. у Белгији. Укупно је наступио 22 пута за репрезентацију Белгије и постигао 10 голова.
Преминуо је од срчане инсуфицијенције 20. септембра 2023. године, у 80. години.

## Успеси

### Клуб
Моленбек
- Првенство Белгије: 1974/75.

### Репрезентација
Белгија
- Европско првенство: 1972. (треће место)[3]

### Индивидуалне награде
- Белгијска златна лопта: 1968
- Најбољи белгијски фудбалер у првенству (Фудбалер сезоне): 1971/72.[4]
- Почасни грађанин Синт Тројдена (2021)[5]